# 奥德日赫·切尔尼克
奥德日赫·切尔尼克（捷克語：Oldřich Černík，1921年10月27日—1994年10月19日）是一名捷克斯洛伐克共產黨籍政治人物，1968年4月8日至1970年1月28日擔任捷克斯洛伐克總理。
作為共產黨官員和著名的技術專家，切爾尼克是1968年布拉格之春改革的堅定支持者。1968年8月，他被迫與其他政治家一起前往蘇聯，回來後他要求捷克人民與蘇聯合作，但承諾繼續改革。1969年，共產黨領導人亞歷山大·杜布切克被古斯塔夫·胡薩克取代後，切爾尼克公開與他以前對改革的支持保持距離。但這並不足以阻止他在1970年被迫離開總理職位；不久後他被開除黨籍。在共產主義政權結束後，他在1990年代初試圖在政壇上復出。1994年，他在一次嚴重的車禍後倖存下來，不久後在布拉格死於心搏停止。